# Salvate il soldato Ryan
Salvate il soldato Ryan (Saving Private Ryan) è un film del 1998 diretto da Steven Spielberg, che con questo film vinse il suo secondo premio Oscar per la miglior regia. Il film è ispirato alla vera storia dei fratelli Niland.
La storia è ambientata durante la seconda guerra mondiale, in particolare nei giorni del D-Day. Acclamato dalla critica, che ne lodò in particolar modo il realismo e la crudezza, il film ottenne undici candidature ai Premi Oscar del 1999, tra cui quella per il miglior film, aggiudicandosi cinque statuette: miglior regia, miglior fotografia, miglior montaggio, miglior sonoro e miglior montaggio sonoro.

## Trama
Normandia, 1998. Un ottantenne statunitense arriva in Francia per visitare una tomba di un cimitero americano. Di fronte a essa, dopo un breve mancamento, ha un flashback che lo riporta a più di cinquant'anni prima, nel giugno del 1944, il giorno dello sbarco in Normandia.
Quel giorno John Miller, capitano della Compagnia C del 2º Battaglione Ranger, partecipa al sanguinoso assalto anfibio di "Omaha Beach", nella Normandia occupata dai tedeschi, sopravvivendo al terribile mitragliamento e bombardamento tedesco delle spiagge con parte dei suoi uomini, che - una volta sbarcati - guida nell'espugnazione di un bunker e alcune trincee. Il giorno seguente, a Washington, il capo di stato maggiore dell'esercito, generale George Marshall, apprende la notizia della morte di tre dei quattro fratelli della famiglia Ryan e che il quarto e ultimo fratello, il paracadutista ventiseienne James Francis Ryan, è disperso dopo i lanci avvenuti poche ore prima dello sbarco.
Il generale, dopo aver letto ad alcuni sottoposti una commovente lettera risalente al periodo della guerra di secessione americana, decide quindi di organizzare un'operazione di salvataggio per riportare il soldato Ryan a casa. La missione è affidata proprio al capitano Miller, che seleziona alcuni dei commilitoni più fidati prima di partire per setacciare la Normandia. La squadra è composta dal sergente Michael Horvarth, dall'impacciato interprete tecnico di quinto grado Timothy Upham, dai soldati scelti Richard Reiben e Adrian Caparzo, dal medico Irwin Wade e dai soldati semplici Stanley Mellish e Daniel Jackson.
Il gruppo avanza in solitudine nell'entroterra e arriva al devastato borgo di Neuville, diviso tra truppe tedesche e paracadutisti della 101st Airborne Division. Gli otto uomini raggiungono una palazzina diroccata dove incontrano una famiglia francese che vuole affidare loro la figlia più piccola: mentre Miller tenta di dissuaderli, un cecchino tedesco colpisce il soldato Caparzo; il tiratore scelto Jackson elimina il tedesco, ma Caparzo muore. Miller incontra il capitano Hamill e gli chiede se James Ryan sia tra i suoi uomini. Viene quindi condotto di fronte a Miller il soldato in questione che, tuttavia, non è l'uomo che stanno cercando, ma solo un omonimo. Il giorno seguente il plotone giunge in un improvvisato ospedale da campo, vicino al relitto di un aliante da trasporto, dove viene loro riferito da un soldato che Ryan si trova in una cittadina di nome Ramelle.
Durante l'avvicinamento al villaggio, il gruppo s'imbatte casualmente in una centrale radar danneggiata ma presidiata dai tedeschi: Miller, senza motivo apparente, opta per eliminarli, ma nel corso del breve scontro l'infermiere Wade è mortalmente ferito alla schiena e poco dopo muore tra le braccia dei commilitoni. L'unico tedesco superstite si arrende. Jackson, Reiben e gli altri soldati (eccetto Upham, che esorta gli altri a non uccidere un prigioniero) picchiano il tedesco e si accingono a giustiziarlo sommariamente quando Miller interviene, li ferma, benda il prigioniero e gli dice di camminare per mille passi prima di togliersi la benda, poi lo lascia andare. La decisione del capitano genera una frattura nel gruppo, al punto che Reiben annuncia di voler tornare indietro, scatenando le ire del sergente Horvarth; a questo punto Miller medesimo rivela – per stemperare la tensione – la sua professione prima della guerra (oggetto di scommesse nella compagnia), ossia quella di insegnante di letteratura.
Ripresa la marcia, la squadra incrocia un semicingolato tedesco che viene però distrutto in un'imboscata da alcuni paracadutisti, tra i quali si trova James Francis Ryan. I ranger sono così condotti a Ramelle, dove un pugno di paracadutisti, guidati dal Caporale Walter Henderson, hanno difeso, e continuano a presidiare, un ponte di notevole valore tattico (è uno dei pochi ancora integro e, pertanto, obiettivo dei tedeschi per un contrattacco alle spiagge). Il capitano spiega come mai si trovi lì, annuncia a Ryan la morte dei suoi fratelli e anche l'ordine di rimpatrio. Ryan si rifiuta, non volendo abbandonare i suoi compagni; Miller, dopo uno scambio di opinioni con il sergente e amico Horvarth, decide di rimanere con i paracadutisti e così fa il resto del gruppo. Il capitano si dedica dunque a consolidare le difese con il poco materiale disponibile, ben sapendo che i tedeschi faranno uso di mezzi corazzati.
La battaglia a Ramelle sembra inizialmente favorevole agli statunitensi, che colgono di sorpresa la prima colonna tedesca guidata da un carro armato Tiger; tuttavia la superiorità numerica e di fuoco tedesca ha presto la meglio sui soldati americani, che vengono decimati. Muore Mellish, accoltellato in un corpo a corpo con un tedesco, quindi anche Jackson che, appostato in cima al campanile di una chiesa, viene abbattuto da un colpo di un cacciacarri Marder III. Ormai circondati e sottoposti a un fuoco intenso, i pochi superstiti si ritirano al di là del ponte con l'intenzione di farlo saltare in aria. Horvarth viene però colpito, spirando in pochi momenti, e Miller rimane frastornato da un'esplosione poco prima di attivare il detonatore; non appena ripresosi è raggiunto al torace da un proiettile, sparato dal medesimo tedesco che aveva lasciato andare. Improvvisamente l'avanzata tedesca è stroncata dal sopraggiungere di cacciabombardieri P-51 Mustang statunitensi, che seminano il caos.
Upham, sopravvissuto ai feroci scontri, ferma alcuni tedeschi e uccide il militare che ha ferito a morte Miller nonostante si fosse già arreso. Mentre fanteria e carri armati dalla costa fanno il loro ingresso a Ramelle, Miller prima di morire ha un ultimo scambio di parole con Ryan al quale raccomanda, affinché egli e i suoi compagni non siano morti invano, di meritarsi di essere sopravvissuto.
Il flashback termina, riportando al 1998 l'uomo ottantenne, che si rivela essere quindi il soldato Ryan. Egli, commosso, insieme alla moglie con i figli e il piccolo nipote, rende onore proprio alla tomba del capitano Miller e si chiede se si sia meritato di essere stato salvato e se abbia vissuto una buona vita.

## Produzione

### Sviluppo
Nel 1994, Robert Rodat vide un monumento presso Putney Corners, nel New Hampshire, in memoria dei caduti durante differenti conflitti, dalla guerra civile americana alla guerra del Vietnam. Rodat notò i nomi di otto fratelli che perirono durante la guerra civile e, ispirato da questa storia, fece qualche ricerca e decise di scrivere una storia ambientata nella seconda guerra mondiale. La storia fu portata agli occhi del produttore Mark Gordon, a cui piacque la trama ma accettò di occuparsi del progetto solo dopo l'undicesima stesura. Gordon quindi condivise lo scritto con Tom Hanks che, entusiasta, convinse Steven Spielberg a occuparsi della regia. La data di inizio lavori fu stabilita per il 27 giugno 1997.
Prima dell'avvio delle riprese, diversi attori del film, inclusi Hanks, Edward Burns, Barry Pepper, Vin Diesel, Adam Goldberg e Giovanni Ribisi, affrontarono una decina di giorni di addestramento militare per poter recitare in modo più realistico le loro parti. Matt Damon non prese parte all'addestramento intenzionalmente, per far sì che i protagonisti potessero interpretare al meglio il risentimento verso il suo personaggio, risentimento che sarebbe stato involontariamente mitigato dai dieci giorni passati assieme.
Spielberg stesso aveva già dimostrato il suo interesse per la seconda guerra mondiale attraverso i vari film 1941 - Allarme a Hollywood, L'impero del sole, Schindler's List - La lista di Schindler e nella serie di Indiana Jones. In seguito, il regista co-produsse due miniserie televisive sempre con tema il secondo conflitto mondiale, ovvero Band of Brothers - Fratelli al fronte e The Pacific, assieme a Tom Hanks. Quando gli si chiese un commento al riguardo, Spielberg rispose:
(Steven Spielberg, in (EN) Five Star General, su theasc.com, American Cinematographer Online Magazine, agosto 1998. URL consultato il 5 settembre 2008.)
Le scene iniziali dello sbarco furono riprese a Ballinesker Beach, a est di Curracloe, nella contea irlandese di Wexford. Le riprese iniziarono puntualmente il 27 giugno 1997 e durarono due mesi. Alcune riprese furono fatte proprio in Normandia, al Cimitero e monumento alla memoria americano in Normandia, a Colleville-sur-Mer nel Calvados. Altre, invece, furono fatte in Inghilterra, per esempio all'ex-fabbrica della British Aerospace ad Hatfield, alcune a Thame Park, nell'Oxfordshire, e a Wiltshire. Il blocco di riprese terminò il 13 settembre 1997.
Il film ricevette una critica molto positiva per la sua rappresentazione realistica dei combattimenti della seconda guerra mondiale. In modo particolare, la sequenza dello sbarco anfibio ricevette l'appellativo di "miglior scena di battaglia di tutti i tempi" dalla rivista Empire e prese il primo posto nella lista di TV Guide delle "50 scene più grandi" (50 Greatest Movie Moments). La sequenza costò dodici milioni di dollari e vi presero parte 1 500 comparse, alcune delle quali erano membri delle Reserve Defence Forces, le forze di difesa riserviste irlandesi. Alcuni membri del Second Battle Group irlandese furono scelti come comparse per recitare la parte di soldati tedeschi. Inoltre, da venti a trenta attori con amputazioni vere interpretarono i soldati che venivano menomati in battaglia. Spielberg non scrisse in sceneggiatura la sequenza, poiché voleva una reazione spontanea in modo che "sia l'azione a ispirarmi come muovere la macchina da presa".
La rappresentazione storica delle azioni compiute dalla Compagnia Charlie (l'unità dei protagonisti), guidata dal suo comandante, il capitano Ralph E. Goranson, fu riprodotta fedelmente. Gli eventi e i dettagli sono molto simili alla realtà storica, inclusa l'esperienza di affogamento di alcuni soldati, l'elevato numero di vittime nelle prime fasi di sbarco e le difficoltà dei soldati nel radunarsi sulla spiaggia. Tuttavia, le scene seguenti lo sbarco e relative a un assalto a un bunker e a un sistema di trincee tedesco non hanno alcun riscontro storico con i fatti compiuti dalla compagnia quel giorno.
I mezzi da sbarco usati includevano dodici riproduzioni reali di quelli usati durante l'invasione, ovvero 10 LCVP e 2 LCM, in sostituzione degli LCA britannici che le compagnie di Ranger usarono durante le operazioni. I realizzatori del film sfruttarono delle macchine da presa subacquee per meglio riprendere i soldati che venivano colpiti mentre erano ancora in acqua e l'effetto del mare colorato di rosso sangue fu ottenuto con quaranta barili di finto sangue. Questo livello di realismo fu più difficile da raggiungere quando dovettero riprendere un veicolo corazzato tedesco, poiché rimangono pochi modelli operativi al mondo. I carri Panzer VI Tiger I furono quindi realizzati modificando il telaio di vecchi ma funzionanti T-34/85 sovietici. Gli altri due veicoli descritti come "Panzer" erano in realtà due cacciacarri Marder III; uno fu realizzato appositamente per il film con il telaio di un Panzer 38(t) ceco; l'altro cacciacarri fu ottenuto modificando esteticamente un veicolo d'assalto Stridsvagn m/41 svedese, che sfruttava lo stesso telaio del Panzer 38(t).
Inevitabilmente, furono prese alcune licenze artistiche per il bene dell'opera. Una delle più importanti licenze è la rappresentazione della 2. SS-Panzer-Division "Das Reich" come avversari durante lo scontro finale. Tuttavia, la divisione tedesca non venne impiegata in Normandia prima di luglio e fu impiegata sul fronte di Caen, contro inglesi e canadesi, 150 chilometri a est. Inoltre, i ponti sul fiume Merderet non furono un obiettivo della 101ª Divisione aviotrasportata (la divisione a cui appartiene il soldato Ryan) ma dell'82ª Divisione aviotrasportata. Molto fu detto riguardo a "errori tattici" fatti dalle forze americane e tedesche nelle scene intense della battaglia. Spielberg rispose che in molte scene optò per l'effetto drammatico che non la tattica militare e l'accuratezza storica.
Per raggiungere un tono e una qualità che fossero reali e che riflettessero il periodo in cui il film è ambientato, Spielberg ancora una volta collaborò con il direttore della fotografia Janusz Kamiński, dicendo: "Inizialmente, entrambi sapevamo che non volevamo che questo sembrasse un Technicolor ambientato nella Seconda guerra mondiale ma più con colori dei cinegiornali degli anni quaranta che erano molto desaturati e a bassa tecnologia." Il direttore delle fotografia Kamiński aveva infatti rimosso dalle lenti delle cineprese il loro rivestimento protettivo, rendendole più simili a quelle del periodo storico del conflitto. Il direttore della fotografia spiegò che "senza rivestimento protettivo, la luce finisce nell'obiettivo e comincia a rimbalzare indietro rendendola leggermente meno diffusa e più morbida, senza sfocare l'immagine." Il processo è stato completato attraverso il Bleach bypass del negativo, riducendo così luminosità e saturazione del colore. Per la maggior parte delle sequenze di battaglia furono usati come settaggi degli otturatori delle cineprese valori 90 o 45 gradi (questo settaggio dà un effetto come di "staccato" fra le immagini), mentre per le altre scene fu usato come settaggio dell'otturatore 180 gradi, ovvero quello che si usa normalmente durante le riprese. Kamiński chiarì: "In questo modo, abbiamo mantenuto un certo distacco tra i movimenti degli attori e l'effetto delle esplosioni che le rende leggermente più realistiche."
L'utilizzo di colori desaturati, videocamere a mano, e angoli stretti, influenzò profondamente i film e i videogiochi di guerra prodotti successivamente.

### Cast
- Capitano John H. Miller, interpretato da Tom Hanks
- Soldato scelto Richard Reiben, interpretato da Edward Burns
- Soldato scelto James Francis Ryan, interpretato da Matt Damon
  - Harrison Young interpreta James Ryan da anziano
- Technical sergeant Mike Horvath, interpretato da Tom Sizemore
- Caporale Timothy Upham, interpretato da Jeremy Davies
- Soldato scelto Adrian Caparzo, interpretato da Vin Diesel
- Soldato "Fish" Mellish, interpretato da Adam Goldberg
- Soldato Daniel Jackson, interpretato da Barry Pepper
- Medico Irwin Wade, interpretato da Giovanni Ribisi
- Capitano Fred Hamill, interpretato da Ted Danson
- Sergente William Hill, interpretato da Paul Giamatti
- Tenente colonnello Walter Anderson, interpretato da Dennis Farina
- Capitano Willie, interpretato da Joerg Stadler
- Caporale Henderson, interpretato da Max Martini
- Soldato James Frederick Ryan, interpretato da Nathan Fillion
- Tenente Briggs, interpretato da Rolf Saxon
- Tenente DeWindt, interpretato da Leland Orser
- Caporale Toynbe, interpretato da Dylan Bruno
- Paracadutista Mandelsohn, interpretato da Ryan Hurst
- Radiofonista Mackey, interpretato da Corey Johnson
- Doyle, interpretato da Glenn Wrage
- Parker, interpretato da Demetri Goritsas
- Caporale Loeb, interpretato da John Sharian
- Jean, interpretato da Stéphane Cornicard
- Generale George Marshall, interpretato da Harve Presnell
- Colonnello Dipartimento della guerra, interpretato da Dale Dye
- Colonnello del Dipartimento della guerra, interpretato da Bryan Cranston
- Margaret Ryan (madre di James Francis Ryan), interpretata da Amanda Boxer
- Sig.ra Ryan (moglie di James Francis Ryan), interpretata da Kathleen Byron
- Sturmbannführer Hoess, interpretato da Markus Napier
- Cecchino tedesco, interpretato da Leo Stransky

## Distribuzione

### Data di uscita
Il film è stato proiettato nelle sale statunitensi il 24 luglio 1998. In Italia uscì in sala il 23 ottobre dopo essere stato presentato in anteprima il 4 settembre 1998 alla cinquantacinquesima edizione della Mostra Internazionale d'Arte Cinematografica della Biennale di Venezia, di cui è stato il film inaugurale.

### Adattamento italiano
L'edizione italiana del film è a cura del dialoghista Francesco Vairano per conto della United International Pictures. Il doppiaggio, diretto da Manlio De Angelis con l'assistenza ad opera di Antonella Bartolomei, fu eseguito dalla SEFIT-CDC presso gli studi della International Recording.

### Edizioni home video
Il film è stato distribuito in DVD nel novembre 1999 negli Stati Uniti e il 5 ottobre 2000 in Italia, diventando il più grande successo del mercato home video della stagione 1999/2000; nel 2010 è stata pubblicata la versione Blu-ray Disc, rimasterizzata in alta risoluzione, della pellicola in un'edizione speciale due dischi. L'edizione in HD è stata commercializzata nei mercati di alcuni Paesi, tra cui gli USA, la Gran Bretagna e l'Italia.

### Divieti
Il film in Italia venne vietato ai minori di 14 anni per via delle numerose scene di violenza estrema come quella di apertura.

## Promozione
(Tagline del film)

## Accoglienza

### Incassi
Prodotto con un budget di 70 milioni di dollari, il film debuttò al primo posto del botteghino nordamericano con un incasso di oltre 30 milioni di dollari nel suo primo weekend. Divenne un successo finanziario, incassando 216.540.909 $ nei soli Stati Uniti e 265.300.000 $ all'estero, per un totale di 481.840.909 $ in tutto il mondo. Fu il maggior successo dell'anno negli Stati Uniti, e il secondo complessivo in tutto il mondo dopo Armageddon - Giudizio finale. È stato inoltre il terzo film della storia con rating R, dopo Beverly Hills Cop - Un piedipiatti a Beverly Hills e Terminator 2: Il giorno del giudizio, a superare la soglia dei 200 milioni di dollari al botteghino statunitense.

### Critica
Il film fu accolto ottimamente dalla critica. Il sito Rotten Tomatoes gli ha dato una valutazione pari a 94% basandosi su 148 recensioni, con un punteggio medio di 8.7/10. Su Metacritic ha invece un punteggio di 91 basato su 38 recensioni.
La pellicola ricevette particolari elogi per il realismo nelle scene di guerra e le performance degli attori. Roger Ebert la definì "un'esperienza vigorosa", mentre Janet Maslin del The New York Times "il miglior film di guerra della nostra epoca".
Nel 2007 l'American Film Institute l'ha inserito al settantunesimo posto della classifica dei cento migliori film americani di tutti i tempi (nella classifica originaria del 1998 non era presente). Nel 2014 è stato inoltre scelto dalla Biblioteca del Congresso per la conservazione nel National Film Registry in quanto "culturalmente, storicamente o esteticamente significativo".

## Riconoscimenti
- 1999 - Premio Oscar
  - Migliore regia a Steven Spielberg
  - Migliore fotografia a Janusz Kaminski
  - Miglior montaggio a Michael Kahn
  - Miglior sonoro a Gary Rydstrom, Gary Summers, Andy Nelson e Ron Judkins
  - Miglior montaggio sonoro a Gary Rydstrom e Richard Hymns
  - Candidatura Miglior film a Steven Spielberg, Ian Bryce, Mark Gordon e Gary Levinsohn
  - Candidatura Miglior attore protagonista a Tom Hanks
  - Candidatura Migliore sceneggiatura originale a Robert Rodat
  - Candidatura Migliore scenografia a Thomas E. Sanders e Lisa Dean
  - Candidatura Miglior trucco a Lois Burwell, Conor O'Sullivan e Daniel C. Striepeke
  - Candidatura Miglior colonna sonora a John Williams
- 1999 - Golden Globe
  - Miglior film drammatico
  - Migliore regia a Steven Spielberg
  - Candidatura Miglior attore in un film drammatico a Tom Hanks
  - Candidatura Migliore sceneggiatura a Robert Rodat
  - Candidatura Miglior colonna sonora a John Williams
- 1999 - Premio BAFTA
  - Miglior sonoro a Gary Rydstrom, Gary Summers, Andy Nelson, Ron Judkins e Richard Hymns
  - Migliori effetti speciali a Stefen Fangmeier, Roger Guyett e Neil Corbould
  - Candidatura Miglior film a Steven Spielberg, Ian Bryce, Mark Gordon e Gary Levinsohn
  - Candidatura Migliore regia a Steven Spielberg
  - Candidatura Miglior attore protagonista a Tom Hanks
  - Candidatura Migliore fotografia a Janusz Kaminski
  - Candidatura Migliore scenografia a Thomas E. Sanders
  - Candidatura Miglior montaggio a Michael Kahn
  - Candidatura Miglior trucco a Lois Burwell e Jeanette Freeman
  - Candidatura Miglior colonna sonora a John Williams
- 1999 - Screen Actors Guild Award
  - Candidatura Miglior cast
  - Candidatura Miglior attore protagonista a Tom Hanks
- 1998 - Chicago Film Critics Association Awards
  - Miglior film
  - Candidatura Miglior regia a Steven Spielberg
  - Candidatura Miglior attore protagonista a Tom Hanks
  - Candidatura Miglior fotografia a Janusz Kaminski
- 1999 - Premio César
  - Candidatura Miglior film straniero a Steven Spielberg
- 1999 - Empire Award
  - Migliore regia a Steven Spielberg
  - Miglior attore a Tom Hanks
  - Candidatura Miglior film
- 1998 - European Film Award
  - Candidatura Miglior film internazionale a Steven Spielberg
- 1999 - Nastro d'argento
  - Regista del miglior film straniero a Steven Spielberg
- 1999 - Kansas City Film Critics Circle Award
  - Miglior film
  - Migliore regia a Steven Spielberg
  - Miglior attore non protagonista a Jeremy Davies
- 1998 - Las Vegas Film Critics Society Award
  - Miglior film
  - Migliore regia a Steven Spielberg
  - Migliore fotografia a Janusz Kaminski
- 1999 - MTV Movie Awards
  - Candidatura Miglior film
  - Candidatura Migliore performance maschile a Tom Hanks
  - Candidatura Miglior sequenza d'azione (Lo Sbarco in Normandia) a Tom Hanks
- 1998 - National Board of Review Award
  - Migliori dieci film
- 1998 - Satellite Award
  - Miglior montaggio a Michael Kahn
  - Candidatura Miglior film drammatico a Steven Spielberg, Ian Bryce, Mark Gordon e Gary Levinsohn
  - Candidatura Migliore regia a Steven Spielberg
  - Candidatura Miglior attore non protagonista in un film drammatico a Tom Sizemore
  - Candidatura Migliore sceneggiatura originale a Robert Rodat
  - Candidatura Migliore fotografia a Janusz Kaminski
  - Candidatura Migliori effetti speciali a Neil Corbould, Stefen Fangmeier e Roger Guyett
  - Candidatura Miglior colonna sonora a John Williams
- 1999 - Saturn Award
  - Miglior film d'azione/di avventura/thriller
  - Candidatura Migliori effetti speciali a Roger Guyett, Stefen Fangmeier e Neil Corbould
- 1999 - Premio Amanda
  - Candidatura Miglior film straniero a Steven Spielberg
- 1999 - Awards of the Japanese Academy
  - Candidatura Miglior film straniero
- 1998 - Bogey Awards
  - Bogey Award in Argento
- 1999 - Boston Society of Film Critics Award
  - Migliore fotografia a Janusz Kaminski
  - Candidatura Miglior film
- 1999 - Critics' Choice Movie Award
  - Miglior film
  - Migliore regia a Steven Spielberg
  - Migliore colonna sonora a John Williams
- 1999 - Grammy Award
  - Miglior composizione strumentale a John Williams
- 1999 - London Critics Circle Film Award
  - Film dell'anno
  - Candidatura Regista dell'anno a Steven Spielberg
  - Candidatura Attore dell'anno a Tom Hanks
  - Candidatura Attore dell'anno a Matt Damon
- 1998 - Los Angeles Film Critics Association Award
  - Miglior film
  - Migliore regia a Steven Spielberg
  - Migliore fotografia a Janusz Kaminski
- 1999 - Golden Reel Award
  - Miglior montaggio sonoro (Effetti sonori)
  - Miglior montaggio sonoro (Dialoghi)
  - Candidatura Miglior montaggio sonoro (Colonna sonora)
- 1998 - New York Film Critics Circle Award
  - Miglior film
  - Candidatura Miglior regia a Steven Spielberg
- 1999 - Southeastern Film Critics Association Award
  - Miglior film
  - Migliore regia a Steven Spielberg
  - Candidatura Miglior attore protagonista a Tom Hanks
- 1999 - Eddie Award
  - Miglior montaggio a Michael Kahn
- 1999 - American Society of Cinematographers
  - Candidatura Migliore fotografia a Janusz Kaminski
- 1999 - Blockbuster Entertainment Award
  - Miglior attore in un film drammatico a Tom Hanks
  - Candidatura Miglior attore non protagonista in un film drammatico a Jeremy Davies
- 1999 - BMI Film & TV Award
  - Miglior colonna sonora a John Williams
- 1999 - British Society of Cinematographers
  - Candidatura Migliore fotografia a Janusz Kaminski
- 1998 - Camerimage
  - Candidatura Rana d'Oro a Janusz Kaminski
- 1999 - Artios Award
  - Miglior casting per un film drammatico a Denise Chamian
- 1999 - Dallas-Fort Worth Film Critics Association Award
  - Miglior film
- 1999 - DGA Award
  - Miglior regia a Steven Spielberg, Mark Huffam, Sergio Mimica-Gezzan, Adam Goodman e Karen Richards
- 1999 - Film Critics Circle of Australia Award
  - Candidatura Miglior film straniero
- 1999 - Huabiao Award
  - Miglior film straniero
- 1999 - Key Art Award
  - Miglior show audiovisivo (per il trailer)
- 1999 - National Society of Film Critics Award
  - Candidatura Miglior film
  - Candidatura Migliore regia a Steven Spielberg
  - Candidatura Miglior fotografia a Janusz Kaminski
- 1999 - WGA Award
  - Candidatura Miglior sceneggiatura originale a Robert Rodat
- 1999 - Art Directors Guild
  - Candidatura Migliore scenografia
- 1998 - Awards Circuit Community Awards
  - Miglior regia a Steven Spielberg
  - Miglior fotografia a Janusz Kaminski
  - Miglior montaggio a Michael Kahn
  - Miglior sonoro
  - Candidatura Miglior film a Ian Bryce, Mark Gordon e Gary Levinsohn
  - Candidatura Miglior cast
  - Candidatura Miglior attore protagonista a Tom Hanks
  - Candidatura Miglior sceneggiatura originale a Robert Rodat
  - Candidatura Miglior scenografia a Thomas E. Sanders e Lisa Dean
  - Candidatura Migliori costumi a Joanna Johnston
  - Candidatura Migliori effetti visivi
  - Candidatura Miglior colonna sonora a John Williams
- 1999 - Chlotrudis Award
  - Candidatura Migliore fotografia a Janusz Kaminski
- 1999 - Cinema Audio Society
  - Miglior sonoro a Gary Rydstrom, Gary Summers, Andy Nelson e Ron Judkins
- 1999 - Czech Lions
  - Miglior film straniero a Steven Spielberg
- 1999 - Florida Film Critics Circle Award
  - Migliore fotografia a Janusz Kaminski
- 1998 - Golden Screen
  - Golden Screen Award
- 1999 - Harry Award
  - Harry Award
- 1998 - Heartland Film
  - Truly Moving Picture Award a Steven Spielberg
- 1999 - Humanitas Prize
  - Candidatura Miglior film a Robert Rodat
- 1998 - International Film Music Critics Awards
  - Miglior colonna sonora originale in un film drammatico a John Williams
  - Candidatura Colonna sonora dell'anno a John Williams
- 2015 - Online Film & Television Association
  - Miglior film
- 1999 - Online Film & Television Association
  - Miglior film a Ian Bryce, Mark Gordon, Gary Levinsohn e Steven Spielberg
  - Miglior film drammatico a Ian Bryce, Mark Gordon, Gary Levinsohn e Steven Spielberg
  - Miglior regia a Steven Spielberg
  - Miglior cast in un film drammatico
  - Miglior montaggio a Michael Kahn
  - Miglior fotografia a Janusz Kaminski
  - Miglior trucco e acconciature a Lois Burwell, Conor O'Sullivan e Daniel C. Striepeke
  - Miglior montaggio sonoro a Gary Rydstrom, Gary Summers, Andy Nelson e Ron Judkins
  - Miglior montaggio negli effetti sonori a Gary Rydstrom e Richard Hymns
  - Miglior momento cinematico (Sbarco in Normandia)
  - Candidatura Miglior cast
  - Candidatura Miglior colonna sonora drammatica a John Williams
  - Candidatura Migliori effetti visivi a Stefen Fangmeier, Roger Guyett e Neil Corbould
- 1999 - Online Film Critics Society Award
  - Miglior film
  - Migliori dieci film
  - Miglior regia a Steven Spielberg
  - Miglior cast
  - Migliore fotografia a Janusz Kaminski
  - Miglior montaggio a Michael Kahn
  - Candidatura Miglior attore protagonista a Tom Hanks
  - Candidatura Miglior colonna sonora a John Williams
- 1999 - PGA Award
  - Produttori dell'anno
- 1999 - Political Film Society
  - Candidatura Premio per la pace
- 1998 - Russian Guild of Film Critics
  - Candidatura Miglior film straniero a Steven Spielberg
- 1998 - Toronto Film Critics Association Award
  - Miglior film
  - Migliore regia a Steven Spielberg
  - Candidatura Miglior performance maschile a Tom Hanks

## Altri media

### Videogiochi
- Intorno alla vicenda, lo stesso Spielberg ha prodotto e scritto la trama di un videogioco, Medal of Honor, sviluppato dalla Electronic Arts nel 1999, che ha riscosso un notevole successo e che si è poi articolato negli anni in diversi episodi. Un'intera mappa del capitolo Medal of Honor: Allied Assault riproduce la città distrutta in cui si svolge la battaglia finale del film.
- Nel videogioco per Nintendo 64 Conker's Bad Fur Day e il suo remake Conker: Live & Reloaded, un intero capitolo è un'ovvia parodia del film.
- Nel videogioco Urban Terror, una mappa ufficiale è proprio Ramelle, che ricalca lo scenario e i fondali del film, incluso il campanile e il grammofono.
- Anche nel videogioco Call of Duty 2 sono palesemente riproposte alcune scene del film. Nella missione di sbarco a Point du Hoc in Normandia, il giocatore verrà atterrato stordito da un'esplosione e vedrà i propri commilitoni morire similmente alla scena del film.
- Nel videogioco Call of Duty: World at War:
  - Il protagonista della campagna si chiama Miller, come il capitano John Miller.
  - Durante la prima missione della campagna, agli occhi attenti del giocatore si potrà notare un altro piccolo richiamo al film, anche se non c'è alcuna somiglianza con la vicenda della pellicola di Spielberg. Si potrà salvare un soldato chiamato appunto Ryan mentre sta per essere ucciso da un giapponese che va a fuoco, se il giocatore è abbastanza rapido nell'uccidere il nipponico (prima che esso spinga Ryan in mare) guadagnerà il trofeo (almeno nella versione PS3) "Congratulazioni: hai salvato il soldato Ryan" . La scelta di salvare o meno Ryan ricade solo sul giocatore, proprio come quando viene chiesto se salvare dalla morte il Pvt. Polonsky o il Sgt. RoeBuck.
  - Durante la missione Punto di rottura il giocatore si ritrova a usare delle 60mm per mortaio lanciandole a mano, proprio come Ryan e Miller durante la battaglia finale del film.
- Nel videogioco Company of Heroes il tiratore scelto della squadra protagonista si chiama Jackson, proprio come uno dei protagonisti di Salvate il soldato Ryan.[senza fonte]
  - La missione della difesa del villaggio rimanda alla trama del film, anche grazie all'assenza di mezzi corazzati, come nel film.
- Nel videogioco Commandos 2: Men of Courage una missione della campagna è intitolata "Salvate il soldato Smith", con evidenti analogie al film.
- Nel videogioco Commandos 3: Destination Berlin una missione è ambientata durante lo sbarco.
- Nel videogioco Call of Duty: World War II il primo capitolo è molto simile alla scena iniziale del film, come ad esempio la postazione tedesca, le armi utilizzate e persino lo stesso metodo di guerra riportato nel film.